# Travis Ranch (Texas)
Travis Ranch es un lugar designado por el censo ubicado en el condado de Kaufman en el estado estadounidense de Texas. En el Censo de 2010 tenía una población de 2556 habitantes y una densidad poblacional de 1.242,92 personas por km².

## Geografía
Travis Ranch se encuentra ubicado en las coordenadas 32°48′13″N 96°28′25″O / 32.80361, -96.47361. Según la Oficina del Censo de los Estados Unidos, Travis Ranch tiene una superficie total de 2.06 km², de la cual 2.05 km² corresponden a tierra firme y (0.13%) 0 km² es agua.

## Demografía
Según el censo de 2010, había 2556 personas residiendo en Travis Ranch. La densidad de población era de 1.242,92 hab./km². De los 2556 habitantes, Travis Ranch estaba compuesto por el 74.92% blancos, el 13.89% eran afroamericanos, el 0.35% eran amerindios, el 4.11% eran asiáticos, el 0.04% eran isleños del Pacífico, el 4.19% eran de otras razas y el 2.5% pertenecían a dos o más razas. Del total de la población el 16.24% eran hispanos o latinos de cualquier raza.